# Château de Pembroke
Le château de Pembroke (en gallois : Castell Penfro) est un château médiéval situé à Pembroke, au pays de Galles. Il a été construit en 1093 par Roger II de Montgommery lors de l'invasion normande, sur un rocher équipé de structures romaines au bord de la rivière Pembroke. 
Le château de Pembroke doit sa renommée pour une bonne part à deux de ses habitants : Gérald de Windsor  (mort entre 1116 et 1136) et Guillaume le Maréchal (vers 1145 – 1219, Caversham), chevalier anglais, 1er comte de Pembroke, comte de Longueville, tournoyeur réputé, surnommé « le meilleur chevalier du monde ».

## Lieu de tournage
Le château a servi de cadre pour le film Avant toi en 2016.